# Victoria, a rabszolgák megmentője
A Victoria, a rabszolgák megmentője (eredeti cím: La esclava blanca) 2016-os kolumbiai telenovella, amelyet Liliana Bocanegra és Mateo Stivelberg rendezett. A főbb szerepekben Nerea Camacho, Sara Pinzón, Orián Súarez, Miguel de Miguel és Modesto Lacen láthatók. A sorozat a Santa Marta gyártásában készült, forgalmazója a Caracol.
Kolumbiában 2016. január 26-án a Caracol, míg Magyarországon 2016. augusztus 15-én az Izaura TV mutatta be.

## Cselekmény
Victoriát Lorenza neveli, miután a valódi szülei Nicolás Parreño által okozott tűzvészben meghaltak. Victoria 12 éves koráig rabszolgaként nevelkedett és azt hitte, hogy a körülötte lévők az igazi családja. Egy napon Victoria és Miguel elmennek Santa Martaba, hogy megnézzék az ottani életét.  A katonák elkezdik őket követni, mert azt gondolják, hogy fogva tartja a lányt. Parreño rájön, hogy a lány nem más mint Victoria és azt kéri a katonáktól, hogy öljék meg.

## Szereplők
| Szereplő                                                      | Színész              | Magyar hang          |
| ------------------------------------------------------------- | -------------------- | -------------------- |
| Victoria Quintero / Lucía de Peñalver, Marquesa de Bracamonte | Nerea Camacho        | Andrusko Marcella    |
| Miguel Parreño                                                | Orián Suárez Herrera | Bognár Tamás         |
| Nicolás Parreño                                               | Miguel de Miguel     | Szabó Sipos Barnabás |
| Tomás                                                         | Modesto Lacen        | Kálid Artúr          |
| Doña Adela Vda. de Parreño                                    | Norma Martínez       |                      |
| Enrique Morales                                               | Ricardo Vesga        | Törköly Levente      |
| Eugenia Vda. de Upton                                         | Viña Machado         | Kisfalvi Krisztina   |
| Lorenza Aragón Yepes / Ayutunde                               | Miroslava Morales    | Zakariás Éva         |
| Alonso Márquez                                                | Luciano D’Alessandro | Pálmai Szabolcs      |
| Francisco Granados                                            | Andrés Suárez        | Szrna Krisztián      |
| Ana de Granados                                               | Natasha Klauss       | Haffner Anikó        |
| Milagros                                                      | Ana Mosquera         | Bogdányi Titanilla   |
| Remedios                                                      | Paola Moreno         | Kokas Piroska        |
| Trinidad                                                      | Carrell Lasso        | Varga Rókus          |
| Isabel «Isabelita» Parreño                                    | Cristina García      | Pekár Adrienn        |
| Hilaria                                                       | Bárbara Perea        | Bessenyei Emma       |
| Siervo                                                        | Leo Sosa             | Maday Gábor          |
| Ángela Lucumí                                                 | Margoth Velásquez    | Szabados Zsuzsa      |
| Padre Octavio Bocanegra                                       | Juan José Franco     | Csuha Lajos          |
| Rosa «Rosita»                                                 | Alejandra Taborda    | Tamási Nikolett      |
| Lucía de Peñalver, Marquesa de Bracamonte                     | Sara Deray           | Farkasinszky Edit    |
| gyermek Victoria                                              | Sara Pinzón          | Hermann Lilla        |
| gyermek Miquel                                                | Alfonso Polanco      | Baráth István        |
| Sara                                                          | Nina Caicedo         | Agócs Judit          |
| Jefe Prudencio                                                | Adrian Makala        | Albert Péter         |
| Sor Alicia Gonzaga                                            | Aroha Hafez Navarro  | Kiss Virág Magdolna  |
| gyermek Isabelita                                             | Isabella García      | Szűcs Anna Viola     |

### Magyar változat
- Magyar szöveg: Gecse Attila
- Hangmérnök: Tóth Imre
- Szinkronrendező: Zentai Mária
- Stúdió: Masterfilm Digital

## Évados áttekintése
| Évad | Évad | Epizód | Eredeti sugárzás | Eredeti sugárzás  | Eredeti adó | Magyar sugárzás     | Magyar sugárzás      | Magyar adó |
| Évad | Évad | Epizód | Évadpremier      | Évadfinálé        | Eredeti adó | Évadpremier         | Évadfinálé           | Magyar adó |
| ---- | ---- | ------ | ---------------- | ----------------- | ----------- | ------------------- | -------------------- | ---------- |
|      | 1    | 62     | 2016. január 26. | 2016. április 25. |             | 2016. augusztus 14. | 2016. szeptember 26. |            |

## Gyártás
A sorozat a kolumbiai televíziózás történetében a legdrágább produkció lett 9,4 millió dolláros befektetéssel. A sorozat készítésének folyamatát illetően Liliana Bocanegra, a sorozat rendezője megjegyzi, hogy nem tagadhatja meg a sorozat rendezésére vonatkozó javaslatok elfogadását, mivel a kolumbiai rabszolgaságról szóló történet elmondása kihívást jelentett számára.
A sorozat szereposztásával kapcsolatban Juliana Barrera vezető producer megjegyzi, hogy új színészeket kerestek. A történet főszereplőjéhez több szereplőt meghallgattak. Végül Nerea Camachót választották. A 19 éves spanyol színésznő (a sorozat forgatásakor) a Camino filmben nyújtott szerepéért a Goya-díjat nyert, mindössze 12 évesen.
A sorozat forgatását a Karib-tenger partjainál és az ország középső részénél forgatták. Olyan helyeket kellett keresni, ami hűen tükrözi a 19. századot. Így választották Santa Marta-t, Cartagena-t, Bogotát és Medellínt.